# Shōjo Sect
Shōjo Sect (少女セクト, Shōjo Sect) est une série de mangas yuri japonais pour adultes écrite et illustrée par le mangaka Kenn Kurogane. Le manga a été sérialisé dans le magazine de mangas pour adultes Comic MegaStore entre le 17 juin 2003 et le 17 juin 2005 et a été publié plus tard en deux volumes reliés.
Une série de trois OVAs intitulée Shōjo Sect: Innocent Lovers animée par Amarcord a été annoncée en avril 2008 et le premier épisode est sorti en juillet.

## Synopsis
L'histoire tourne autour des principaux protagonistes, Shinobu Handa et Momoko Naitou. Elles se connaissent depuis l'enfance et Shinobu est tombée amoureuse de Momoko dès leur première rencontre. Désormais inscrites dans un lycée pour filles, Momoko a oublié le passé, mais pas Shinobu. Les deux filles suivent leur propre voie, mais Shinobu espère encore que Momoko se souvienne de leur promesse faite il y a longtemps.

## Personnages
Shinobu Handa (藩田思信, Handa Shinobu)
Voix japonaise : Minami Hokuto (en)
Âge: 16
Shinobu est l'un des personnages principaux de l'histoire. Elle n'a aucun problème d'argent ou pour faire son chemin dans le monde. C'est une bourgeoise enfant unique. Elle aime les femmes, indépendamment de leur âge. En ce qui concerne d'arriver en retard, de dormir en classe, généralement être une délinquante et avoir de mauvaises notes, elle est en avance sur les autres. Cependant, il semble qu’auparavant elle a été une parfaite étudiante, tout droit sortie d'un film. Bien que Shinobu soit impliquée dans un harem avec la plupart de ses camarades de classe, elle est principalement amoureuse de Momoko Naitou.
Momoko Naitou (内藤桃子, Naitou Momoko)
Voix japonaise : Kaname Yuzuki (en)
Âge: 16
Le personnage principal de la série. Momoko est membre du comité de discipline de l'école, et c'est un devoir qu'elle prend très au sérieux, et qui la met souvent en conflit avec Shinobu. Elle est très vorace (même si elle ne semble jamais prendre de poids), irritable, et a très peu de tolérance pour les bêtises des autres (même si elle montre elle-même un côté espiègle). Cependant elle est gentille avec ses camarades de classe, ce qui la rend très populaire. Momoko porte toujours un parfum plutôt fort qui annonce généralement sa présence de loin, avant même qu'elle ne se présente. Plusieurs années avant la série, elle a rencontré Shinobu dans un parc lorsqu'elles étaient très jeunes. Shinobu lui a donné un cookie, et en retour Momoko lui donna un baiser. Cette rencontre a laissé Shinobu avec de profonds sentiments d'amour pour Momoko, bien que Momoko ne se souvienne pas du tout. Momoko trouve difficile de se rapprocher de Shinobu du fait de la promiscuité de cette dernière, mais va plus tard retourner ses sentiments après avoir réalisé que Shinobu est vraiment gentille et l'aime réellement. Elle a même frappé une élève plus âgée qui s'était imposée à Shinobu, causant la chute de l'élève, qui s'est alors cognée la tête directement contre un extincteur et est tombée inconsciente.
Kirin Suwabe (諏訪部麒麟, Suwabe Kirin)
Voix japonaise : Ia Miyashita
Âge: 17
La meilleure amie et amante de Shinobu qui est constamment vue en sa compagnie. Elle s'imagine qu'elle est la servante de Shinobu, et elle déclare que cela lui donne un sentiment de confiance en soi. Kirin est très amoureuse de Shinobu, malgré ses sentiments pour Momoko, et a même dit qu'elle serait heureuse de partager Shinobu tant qu'elle pourrait rester avec elle. Plus tard, elle finit par succomber au charme d'une autre fille nommée Matsuri, qui est très amoureuse d'elle et avec qui elle a eu des rapports sexuels (une fois dans le manga et dans le deuxième épisode de l'anime).
Hayato Kyouko (隼砥教子, Kyouko Hayato)
Voix japonaise : Asuka Hōjō
Une professeur de 27 ans à l'école pour filles. Elle est très grande et belle, mais agit de façon quelque peu enfantine, ce qui la rend populaire auprès de ses étudiantes. Son élève favorite est Momoko, de qui elle s'est entichée. Elle sort souvent avec Momoko après l'école et l'autorise à rester chez elle. Elle a des problèmes d'argent en raison de ses goûts de luxe, mais reste toujours optimiste. Après avoir séduit Momoko dans son appartement, elle tombe terriblement malade et est contrainte de démissionner de l'école.
Chizuru Komai (狛井千鶴, Komai Chizuru)
Voix japonaise : Kaede Yamazaki
Âge: 16
Une camarade de classe de Momoko, c'est une fille très directe et tenace mais qui a des difficultés à s'exprimer. Elle ne fait pas de compromis avec les autres et a tendance à être plutôt simple d'esprit ce qui rend difficile de traiter avec elle. Elle est profondément amoureuse de sa sœur aînée Shigure et tente désespérément de le lui montrer. Elle va voir Momoko pour des conseils et parvient à obtenir l'affection de sa sœur aînée, ce qui laisse Momoko bouleversée en apprenant qu'elle a aidé à un « amour contre nature ». Elle est membre du club de recherche sur les dramas de l'école auquel elle est très dévouée.
Shigure Komai (狛井時雨, Komai Shigure)
Voix japonaise : Risa Matsuda
Âge: 18
Une étudiante de troisième année et la sœur aînée de Chizuru. Elle est belle, intelligente et sereine avec une bonne prise sur les choses. Elle pourrait facilement être un leader de classe, mais choisit de rentrer directement à la maison après l'école à la place. Elle est profondément amoureuse de Chizuru, mais est beaucoup plus subtile à propos de ses sentiments et tente même de les supprimer. Elle cède à ses sentiments après avoir consulté Shinobu pour des conseils, et avoir réalisé que ses sentiments et ceux de sa sœur étaient trop forts pour être ignorés.
Maya Enjyoji (燕条寺 真弥, Enjyoji Maya)
Voix japonaise : Soyogi Tōno (en)
Âge: 16
L'une des nombreuses filles de l'école qui est tombée amoureuse de Shinobu. Maya est une jolie fille intelligente, mais elle est aussi très soumise et a peu de volonté, de sorte qu'elle fera tout ce que quelqu'un lui dira de faire. Un jour, quand Maya était de corvée de nettoyage, elle trouve Shinobu endormie dans une pièce vide. Son engouement a raison du meilleur d'elle, et elle embrasse Shinobu, sans savoir qu'elle était en train de se réveiller. Shinobu la confronte plus tard à ce sujet et Maya se décompose alors et commence à s'excuser, en disant qu'elle fera n'importe quoi pour se faire pardonner. Shinobu conduit Maya dans une salle de club vide, où elle la séduit. Après quelques encouragements de Kirin, Maya s'engage en tant que servante de Shinobu. La dévotion de Maya pour Shinobu continue de croître et elle finit par rester avec elle jusqu'à la fin, où elles forment une trio amoureux avec Momoko. Shinobu aide à Maya à sortir de sa coquille et à s'affirmer davantage, même si elle devient assez perverse durant le processus.
Sayuri Ookami (大神 小百合, Ookami Sayuri)
Voix japonaise : Kaibara Erena
Âge: 18
Une étudiante louche de troisième année qui aspire à faire Shinobu sienne et sienne seule. Ookami est la première de sa classe et est respectée par ses professeurs ainsi que la plupart de ses cadets pour son modèle de comportement, mais se révèle aussi être une intrigante calculatrice dans sa quête de Shinobu. Elle tente de séduire Shinobu dans une salle vide, mais est repoussée gentiment à plusieurs reprises car Shinobu ne veut pas lui faire de mal. Son plan était de faire perdre son calme à Momoko afin de la faire expulser, de sorte qu'elle soit séparée de Shinobu. Son objectif est atteint lorsque Momoko l'attaque avec un extincteur. La question est réglée discrètement et Momoko est autorisée à rester, mais elle choisit de partir quand même. Malgré la réussite finale de son plan, il se révèle être vain puisque Momoko et Shinobu consomment leurs sentiments plusieurs mois après.
Woamarra Matsuri ()
Âge: 14
Une jolie fille, rousse comme Shinobu avec des cheveux courts et passionnée par Kirin qui a eu des rapports sexuels dans le deuxième épisode, elle ne va pas dans la même école que les autres filles de l'anime.

### Autres personnages
Ces personnages n'apparaissent que dans le manga.
Asafuki Neo (鳰 旦蕗, Neo Asafuki)
La camarade de classe de Setsuka. Elle a des sentiments pour Momoko au-delà d'une « mignonne cadette », mais elle n'arrive jamais à se le faire dire. Setsuka l'embête à ce sujet, mais quand cela se transforme en querelle, elle met en place un combat équitable. Grâce à Setsuka, elle s'imagine comme quelqu'un qui attire les autres filles, et ne travaille pas activement pour s'améliorer. Elle a une personnalité de « je sais tout » mais n'a pas qu'une forte volonté. Elle continue à garder Setsuka à distance, mais ne veut pas la perdre.
Setsuka Inubosaki (犬吠埼 雪華, Inubosaki Setsuka)
C'est une élève plus âgée de Momoko, qui vit dans le même dortoir. Elle a des manières très particulières, sa tête et ses mains sont toujours occupées à comploter. Bien qu'elle sache comment Asafuki se sent, elle lui fait des avances déterminées et répétées. Toutefois, à chaque fois qu'elle le fait, elle est comparée à Momoko, si bien qu'elle la voit comme une ennemie. Elle est petite de taille, ses cheveux sont difficiles à coiffer, son visage n'a pas beaucoup de charme, etc. L'infériorité de ses atouts physique comparés à ceux de Momoko la fait se sentir compromise. Toutefois, le fait qu'il ne soit pas féminin que son bras de lancer soit suffisamment bon pour lancer une pierre d'une main ne semble pas la préoccuper.
Sumi Sue (鷲見 歌 須恵, Sue Sumi)
Elle a une façon sociable et intelligente de parler et entraîne les jeunes élèves innocents dans son repaire, au club de soins des animaux de compagnie. C'est une étudiante de troisième année. Elle est bien connue pour n'aller que vers les jolies filles, et être recruté par le club devient un statut social désiré. Toutefois, ceux qui ne savent pas comment sortir de cela seront absorbés par le club, comme des animaux de compagnie obéissants. Elle utilise la sélection de jolies filles à son avantage, à chaque fois qu'elle organise une « fête d'introduction » avec l'école pour garçons, elle les force à payer la note et s'enfuit, gagnant le titre de « Reine de l'arnaque » en dehors de l'école.
Yuhazu Tomoy (弓巾 朋永, Tomoy Yuhazu)
Une étudiante transférée avec peu de volonté et de confiance en elle. Parce qu'elle a été témoin de Sue jouant avec une élève plus jeune, elle tombe elle-même dans les mains de Sue. Elle a été admise dans le club de soins des animaux le jour où elle a été transférée, pour cette raison certaines élèves la détestent, mais elle ne sait pas pourquoi. Tomoe pense « je suppose que toutes les étudiantes transférées sont bizutées sans bonne raison ». Elle a beaucoup de vêtements et a dépensé beaucoup d'argent pour eux. Elle met ses parents dans une situation difficile avec ses factures de carte de crédit. C'est une dépensière du bas de la classe moyenne.

## Médias

### Manga
Shōjo Sect a commencé comme une série de mangas écrite et illustrée par Kenn Kurogane. Le manga a été sérialisé dans le magazine de mangas pour adultes Comic MegaStore entre le 17 juin 2003 et le 17 juin 2005 et a été publié plus tard en deux volumes reliés,. En France, c'est la maison d'édition Taifu Comics qui a publié les deux volumes de la série.
Une édition limitée de la série en un seul volume relié et contenant un chapitre supplémentaire a été éditée en 2015 pour commémorer les 10 ans de Shōjo Sect.

#### Liste des volumes
| no | Japonais         | Japonais      | Français          | Français      |
| no | Date de sortie   | ISBN          | Date de sortie    | ISBN          |
| -- | ---------------- | ------------- | ----------------- | ------------- |
| 1  | 18 août 2005     | 9784877348823 | 26 juillet 2012   | 9782351806470 |
| 2  | 19 avril 2006    | 9784877349790 | 27 septembre 2012 | 9782351806562 |
| 3  | 14 novembre 2015 | 9784864368506 |                   |               |

### OVA
Une série de trois OVA de la série intitulée Shōjo Sect: Innocent Lovers animés par Amarcord a été annoncé en avril 2008, avec le premier épisode publié le 25 juillet 2008.

#### Liste des épisodes
| No | Titre français    | Titre japonais | Titre japonais | Date de 1re diffusion |
| No | Titre français    | Kanji          | Rōmaji         | Date de 1re diffusion |
| --- | ----------------- | -------------- | -------------- | --------------------- |
| 1 | Première Période  | 1 時限目       | 1 Jigenme      | 25 juillet 2008       |
| À 16 ans, Shinobu Honda est bien connue comme étant la « joueuse » de l'école en raison de son sex-appeal auprès des autres filles de l'établissement. Momoko Naitou, 16 ans également, essaye de garder ça soi-disant amie dans le rang, alors que d'étranges histoires circulent à propos d'une « poupée fantôme ». Chacune de leur côté, les sœurs Komai cherchent des conseils concernant les sentiments qu'elles éprouvent l'une pour l'autre auprès de Shinobu et Naitou. Elles finissent par faire l'amour après que Chizuru confesse ses sentiments à sa sœur Shigure. Maya, une des admiratrices de Shinobu, vole un baiser à cette dernière alors qu'elle est assoupie. Shinobu et son amie et amante Kirin décident alors de punir Maya en la séduisant et en la soumettant à leur volonté. Le lendemain matin, Naitou remarque que Chizuru et Shigure sont absentes et prend un air songeur. Lors du cours de natation de l’après-midi, Chizuru n'en peut plus de contenir sa joie et montre à Naitou une photo de son amoureuse, sa propre sœur Shigure, au plus grand étonnement de Naitou. Plus tard, alors que Naitou est de corvée de ménage, elle croise Shinobu et l'accuse d'avoir donné des conseils inappropriés à Shigure, ce qui déclenche une dispute et un moment gênant entre les deux filles. |                   |                |                |                       |
| 2 | Seconde Période   | 2 時限目       | 2 Jigenme      | 25 septembre 2008     |
| Matsuri simule avoir les oreillons pour pouvoir se retrouver avec Kirin en jouant au médecin. Après avoir déclaré qu'elle est reconnaissante du fait que tant de personnes l'aiment, Shinobu annonce à Momoko qu'elle est amoureuse d'elle. Se sentant mal à l'aise, Momoko quitte l'appartement. Elle trouve sa vie ennuyeuse et rêve elle aussi du grand amour. Elle commence alors à se rapprocher de sa professeure Hayato-sensei et elles finissent par avoir des rapports sexuels dans un hôtel. Les autres filles de sa classe finissent par avoir vent de cette histoire et décident de complètement ignorer Momoko, alors que Hayato-sensei s'effondre et est transportée à l’hôpital. Cachées dans un placard, Shinobu et Naitou apprennent la nouvelle par trois filles ayant des relations sexuelles, et décident d'aller rendre visite à leur professeure. Cette dernière leur annonce qu'elle ne peut plus enseigner à l'école et qu'elle doit partir. Après avoir quitté sa professeure et amante, Momoko retrouve Shinobu hors de l’hôpital et la remercie pour l'y avoir amenée. |                   |                |                |                       |
| 3 | Troisième Période | 3 時限目       | 3 Jigenme      | 25 novembre 2008      |
| Shinobu découvre que par jalousie Maya porte le même rouge à lèvres que Momoko et l'emmène dans la « salle de réflexion », laissant à Kirin le soin de trouver une excuse à leur retard pour les cours. L'après-midi, Momoko assise seule dans un restaurant s’apprête à engloutir une montagne de hamburgers, quand Shinobu arrive pour lui offrir son cadeau de la Saint-Valentin, des chocolats qu'elle a cuisinés. Plus tard, Shinobu est piégée dans une salle seule avec Sayuri. Celle-ci la fait chanter en menaçant de dévoiler des photos de la relation de Momoko et Hayato-sensei, et l'oblige à se déshabiller et avoir des rapports sexuels avec elle. Momoko fait alors irruption et se précipite au secours de Shinobu, laissant à Sayuri le temps de s'enfuir. Quand elle réalise ce qu'il vient de se passer, Momoko se dirige vers Sayuri et lui fait perdre connaissance d'un seul coup de poing. À la suite des évènements, Sayuri est expulsée de l'établissement et Momoko est forcée de changer d'école. Complètement écœurée par la situation, Shinobu cours jusqu'au parc où elle a rencontré Momoko pour la première fois. Aussi surprise l'une que l'autre, les deux filles sont finalement réunies et font l'amour dans une chambre d’hôtel.                                                  |                   |                |                |                       |